# 约迪斯·特佩尔
约迪斯·特佩尔（瑞典語：Hjördis Töpel，1904年1月4日—1987年3月17日），瑞典女子跳水、游泳运动员。她曾代表瑞典参加1924年和1928年夏季奥林匹克运动会，其中在1924年奥运会共获得二枚铜牌。